# Спаржевый суп

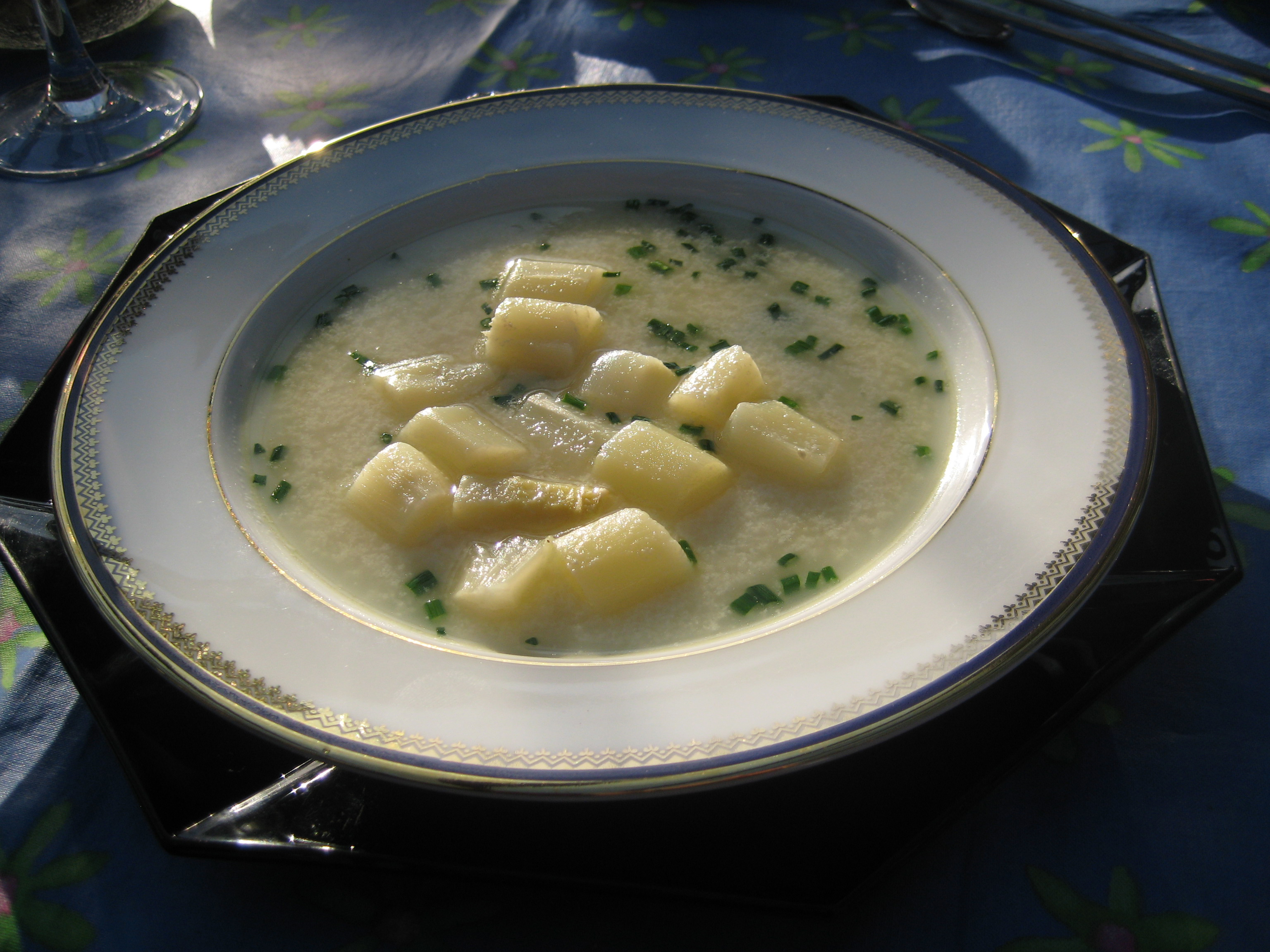
Немецкий заправочный спаржевый суп с кусочками белой спаржи, заправленный льезоном

Спа́ржевый суп — овощной суп европейской кухни, основным ингредиентом которого является спаржа. Спаржевые супы обычно представляют собой протёртые супы-пюре или крем-супы, загущенные льезоном и сливками, на основе отвара, образующегося при варке спаржи, иногда вместе с очистками. Спаржевый суп обычно сервируют с крутонами и хрустящим жареным беконом.
Немцы славятся особым пристрастием к белой спарже, граничащим с помешательством, в Германии спаржа известна как «царица овощей». Спаржевый суп является популярным сезонным блюдом из спаржи наряду с отварной спаржей под голландским соусом, в ход у рачительных немецких хозяек на следующий день идут сохранённые тонкие спаржевые очистки. В Германии в продаже имеются спаржевые супы-концентраты в пакетиках.